# Elecciones generales de San Marino de 1988
Las elecciones generales de San Marino fueron realizadas el 29 de mayo de 1988. La victoria fue para el Partido Demócrata Cristiano Sanmarinense, obteniendo 27 de los 60 escaños en el Consejo Grande y General.

## Resultados
| Partido                                      | Votos  | %    | Escaños | +/–   |
| -------------------------------------------- | ------ | ---- | ------- | ----- |
| Partido Demócrata Cristiano Sanmarinense     | 9001   | 44.1 | 27      | +1    |
| Partido Comunista Sanmarinense               | 5852   | 28.7 | 18      | +3    |
| Partido Socialista Unitario-Pacto Socialista | 2781   | 13.6 | 8       | 0     |
| Partido de los Socialistas y Demócratas      | 2266   | 11.1 | 7       | –2    |
| Partido Socialdemócrata                      | 217    | 1.1  | 0       | –1    |
| Partido Republicano                          | 279    | 1.4  | 0       | Nuevo |
| Votos en blanco/nulos                        | 737    | –    | –       | –     |
| Total                                        | 21 133 | 100  | 60      | 0     |
| Participación electoral                      | 26 052 | 81.1 | –       | –     |
| Fuente: Nohlen & Stöver                      |        |      |         |       |